# Guðrið Helmsdal
Guðrið Helmsdal Nielsen (26. februar 1941 i Tórshavn) er en færøsk forfatter. Hun blev født med efternavnet Poulsen og blev senere gift til Nielsen, men hun bruger mellemnavnet Helmsdal som kunstnernavn i forbindelse med sit forfatterskab.

## Biografi
Guðrið Helmsdal Nielsen boede på Færøerne de første 12 år af sit liv, hvorefter hun flyttede til Danmark sammen med sine forældre og to søstre, hvor hendes far arbejdede som kaptajn. Familien boede først i Tårnby, Amager og senere i København. Guðrið boede i Danmark, indtil hun som 26 årig flyttede tilbage til Færøerne. Hun begyndte at skrive digte tidligt, allerede i en alder af 13. Hun debuterede nogle år senere, da hun som 17-årig fik udgivet nogle digte i det færøske tidsskrift for færøske studerende i Danmark, Oyggjaskeggi, i 1958. I 1961 fik hun nogle digte publiceret i det færøske litterære tidsskrift Varðin. Hendes første digtsamling Lýtt lot, som udkom i 1963, var den første modernistiske digtsamling på færøsk. Digtsamlingen var også den første digtsamling på færøsk, som var skrevet af en kvinde. Hendes anden digtsamling, Morgun í mars, udkom i1971 og er skrevet på to sprog: færøsk og dansk.
Guðrið er datter til Annie Helmsdal og Hans Poulsen. I 1965 blev hun gift med lærer og skulptør Ole Jakob Nielsen, de fik to børn: Rakel og Gudmund. Datteren, Rakel Helmsdal, er også forfatter.

### Digtsamlinger
- 1963 - Lýtt lot (digte) llustreret af Zacharias Heinesen
- 1971 - Morgun í mars (digte)

### Faglitteratur
- 1979 - Føroyskur dansur og vertskapur í Leynum (Om færøsk kædedans i Leynar)

### Udgivet på andre sprog end færøsk
- Færøske digte 1900–1971. 1971. (Dansk)
- Færøysk lyrikk. 1974. (Nynorsk)
- Bränning och bleke. 1976. (Svensk)
- Regnbogastígur. 1981. (Islandsk)
- Rocky Shores. An Anthology of Faroese Poetry. Redigeret og oversat af George Johnston. Wilfion Books, Paisley 1981. (Engelsk)
- Modern Scandinavian Poetry - The Panorama of Poetry 1900–1975 in Eight Northern Countries. 1982. (Engelsk)
- Stjørnuakrar – Sternenfelder. Oversat af Anette Nielsen, forsiden er illustreret af Zacharias Heinesen. Projekte Verlag 2006, ISBN 3-86634-076-1 (Tysk).
- Fire digte i Structo, som er et litterært magasin fra Storbritannien. Randi Ward har oversat digtene fra færøsk og dansk til engelsk. Digtene i magasinet er disse: “Fjarðakvirra”, “Morgunfjøll”, “Heystfjøll” og “Solnedgang”. (Engelsk) [4]

## Priser
- 1974 - Mentanarvirðisløn M. A. Jacobsens (Tórshavn byråds kulturpris) for Morgun í mars og Lýtt lot.